# Xavier Tillman
Xavier Justis Tillman Sr. (Grand Rapids, 12 januari 1999) is een Amerikaans basketballer die uitkomt voor de Memphis Grizzlies. Hij speelt als power forward of center.

## Carrière
Na drie seizoenen in het collegebasketbal voor de Michigan State Spartans stelde hij zich kandidaat voor de NBA Draft 2020. Tijdens deze draft werd Tillman in de tweede ronde als 35e uitgepikt door de Sacramento Kings.  Tillman werd echter onmiddellijk tegen Robert Woodard II geruild naar de Memphis Grizzlies.
In februari 2024 werd hij geruild naar de Boston Celtics voor Lamar Stevens en twee draftpicks. Hij speelde een grote rol in de derde wedstrijd van de NBA finals.

## Erelijst
- NBA-kampioen: 2024

## Statistieken
| Legenda | Legenda                | Legenda | Legenda                 | Legenda | Legenda               |
| ------- | ---------------------- | ------- | ----------------------- | ------- | --------------------- |
| WG      | Wedstrijden gespeeld   | WS      | Wedstrijden als starter | MPW     | Minuten per wedstrijd |
| 2P%     | Twee-punterpercentage  | 3P%     | Drie-punterpercentage   | VW%     | Vrije-worppercentage  |
| RPW     | Rebounds per wedstrijd | APW     | Assists per wedstrijd   | SPW     | Steals per wedstrijd  |
| BPW     | Blocks per wedstrijd   | PPW     | Punten per wedstrijd    | Vet     | Hoogste in carrière   |

### Regulier seizoen
| Seizoen  | Team              | WG  | WS | MPW  | 2P%  | 3P%  | FW%  | RPW  | APW  | SPW  | BPW  | PPW  |
| -------- | ----------------- | --- | -- | ---- | ---- | ---- | ---- | ---- | ---- | ---- | ---- | ---- |
| 2020/21  | Memphis Grizzlies | 59  | 12 | 18,4 | 55,9 | 33,8 | 64,2 | 4,34 | 1,27 | 0,75 | 0,56 | 6,61 |
| 2021/22  | Memphis Grizzlies | 53  | 2  | 13,2 | 45,4 | 20,4 | 64,8 | 3,04 | 1,17 | 0,92 | 0,28 | 4,75 |
| Carrière | Carrière          | 112 | 14 | 15,9 | 51,5 | 28,1 | 64,5 | 3,72 | 1,22 | 0,83 | 0,43 | 5,73 |

### Playoffs
| Seizoen  | Team              | WG | WS | MPW  | 2P%  | 3P%  | FW%  | RPW  | APW  | SPW  | BPW  | PPW  |
| -------- | ----------------- | -- | -- | ---- | ---- | ---- | ---- | ---- | ---- | ---- | ---- | ---- |
| 2020/21  | Memphis Grizzlies | 3  | 0  | 6,0  | 20,0 | 00,0 | —    | 1,00 | 0,30 | 0,30 | 0,00 | 0,70 |
| 2021/22  | Memphis Grizzlies | 9  | 6  | 15,5 | 72,0 | 50,0 | 50,0 | 3,33 | 0,67 | 0,67 | 0,11 | 4,44 |
| Carrière | Carrière          | 12 | 6  | 13,1 | 63,3 | 33,3 | 50,0 | 2,75 | 0,58 | 0,58 | 0,08 | 3,50 |

0 Tatum · 
4 Holiday · 
7 Brown · 
8 Porziņģis · 
9 White · 
11 Pritchard · 
12 Brissett · 
13 Peterson · 
20 Davison · 
26 Tillman · 
27 Walsh · 
30 Hauser · 
40 Kornet · 
42 Horford · 
44 Springer · 
50 Mykhailiuk · 
88 Queta · 
Coach Mazzulla